# Le Fayet

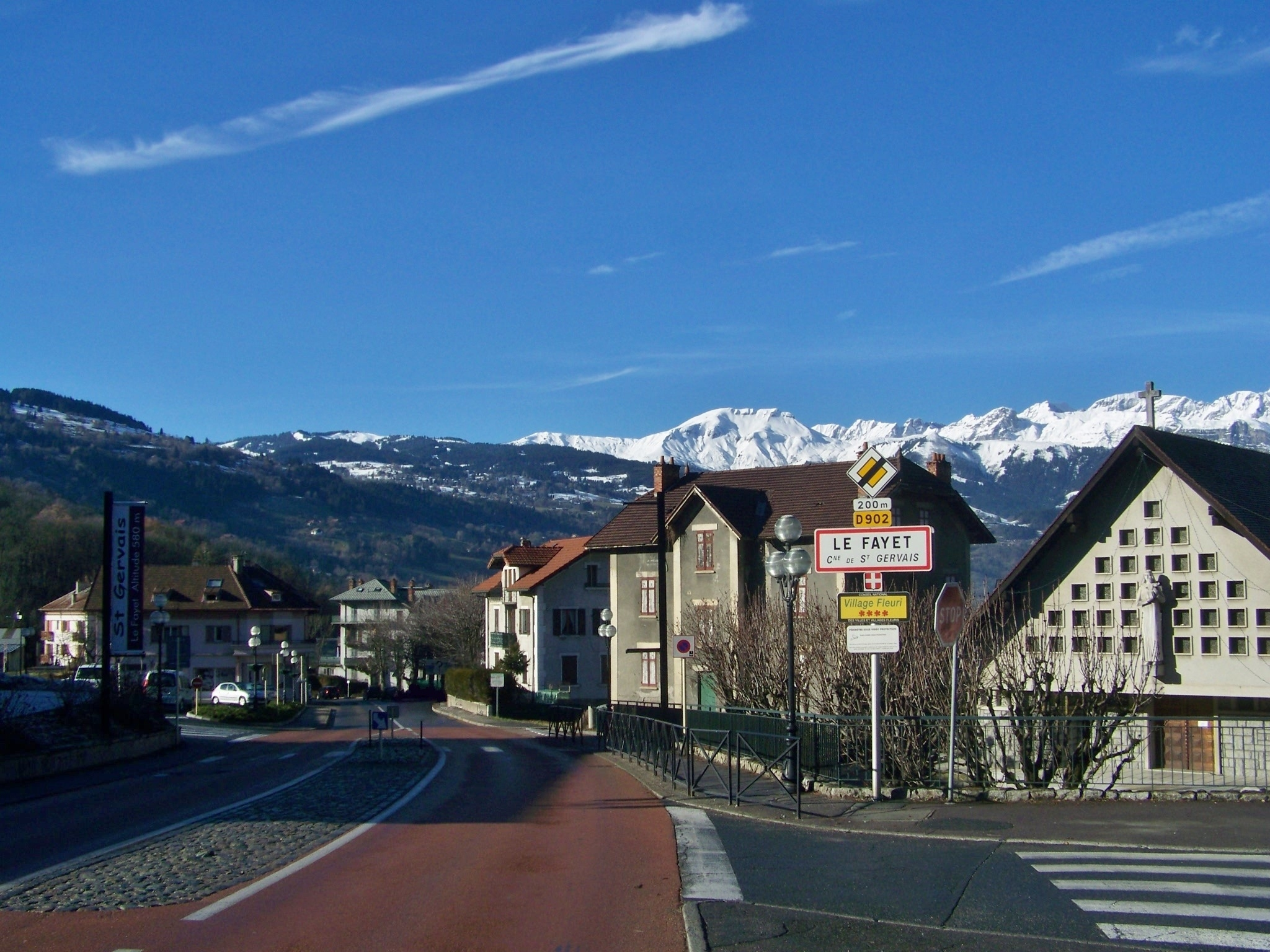
Der Ortseingang von Le Fayet auf dem Weg zur Gemeinde Saint-Gervais-les-Bains, zu dem Le Fayet gehört (rechts Notre-Dame des Alpes).

Le Fayet ist eine Ortschaft in der Gemeinde Saint-Gervais-les-Bains. Le Fayet liegt auf 580 m während der Mont Blanc auf 4807 m Höhe liegt. Le-Fayet heißt auf frankoprovenzalisch: Buche. Bedeutende Sakralbauten sind die moderne Sakralbau Notre-Dame des Alpes und die historische Kapelle Notre Dame du Torrent des 1892 zerstörten Thermalbads.

## Beschreibung

### Geschichte
Im Ursprung war Le-Fayet ein Weiler, der  200 Meter weiter tiefer gelegen ist als das Dorf Saint-Gervais. Es hatte verschiedene Gebäude, wie Bauernhöfe und eine oder zwei Sägemühlen. Diese befanden sich in der Bergflanke im Gebiet zwischen Le-Fayet und Saint-Gervai im sogenannten Le-Fayet-du-milieu und Le-Fayet-d'en-haut. Zwei Faktoren trugen Ende des 19. Jahrhunderts zur Entwicklung von Le-Fayet bei: Das sind die Thermaleinrichtungen und die Eisenbahn.

### Thermalbäder
Ihre Bedeutung als Tourismusort entwickelte sich Ende des 19. Jahrhunderts. Le-Fayet wurde ein bekannter Kurort. So wurde auf der Gemarkung von Le-Fayet Thermalbäder eingerichtet. Die Thermalbäder von Le-Fayet gestatteten der Gemeinde Saint-Gervais die Worte „die Bäder“ im Ortsnamen zu tragen.
Die Thermalquellen von Le-Fayet sind reich an Mineralien. Sie haben zu jeder Jahreszeit eine Temperatur von 32 °C. Das Heilwasser wird für HNO und Dermatologie gebraucht.
Die Heilquellen wurden 1806 entdeckt. Nach dem Bau der Thermalbäder erhielt Le Fayet viele Kurgäste. 1824 hatte Le-Fayet fast 600 Kurgäste. Große luxuriöse Hotels wurden gebaut, um die vermögende Kundschaft aufzunehmen, die die Kurgäste damals bildeten. 1892 wurde dies alles zerstört. Das alte Thermalbad wurde im selben Jahr wieder aufgebaut. Die wiederaufgebaute Kapelle Notre Dame du Torrent dient heute als Mahnmal. Seit 1991 gibt es an anderer Stelle neue Thermalbälder.

Notre Dame du Torrent nach dem Unglück von 1892 .
Thermalbad
Thermalbad vor 1892
Thermalbad nach der Katastrophe 1892

### Eisenbahn/Autobahn
Auf 581 m befindet sich in Le Fayet auch der Bahnhof Saint-Gervais-les-Bains-Le Fayet. Die PLM betrieb die Bahnstrecke La Roche-sur-Foron–Saint-Gervais, die durch das Tal der Arve verläuft und im Jahr 1898 eröffnet wurde.
In Le Fayet befindet sich der Anschluss nach Chamonix zur Bahnstrecke Saint-Gervais–Vallorcine (1901). Seit 1908 gibt es den Tramway du Mont-Blanc. Diese beginnt am Bahnhof Saint-Gervais-les-Bains-Le Fayet und führt nach Saint-Gervais und schließlich in das Mont-Blanc Massiv bis auf 2386 m Höhe.
Le Fayet hat einen Autobahnanschluss und einen SNCF-Bahnhof, von welchem auch die Weiterfahrt auf einer Schmalspurbahn nach Vallorcine und Martigny möglich ist. Direkt neben dem Bahnhofsgebäude befindet sich der Beginn der Tramway du Mont-Blanc, welche im Sommer bis zum Endbahnhof Nid de l'Aigle fährt, im Winter ins Skigebiet Les Houches. Ferner befindet sich auf dem Parkplatz des Bahnhofs eine Seilbahn ins Skigebiet Megève-Mont d'Arbois in Bau, deren Fertigstellung für 2024 geplant ist.

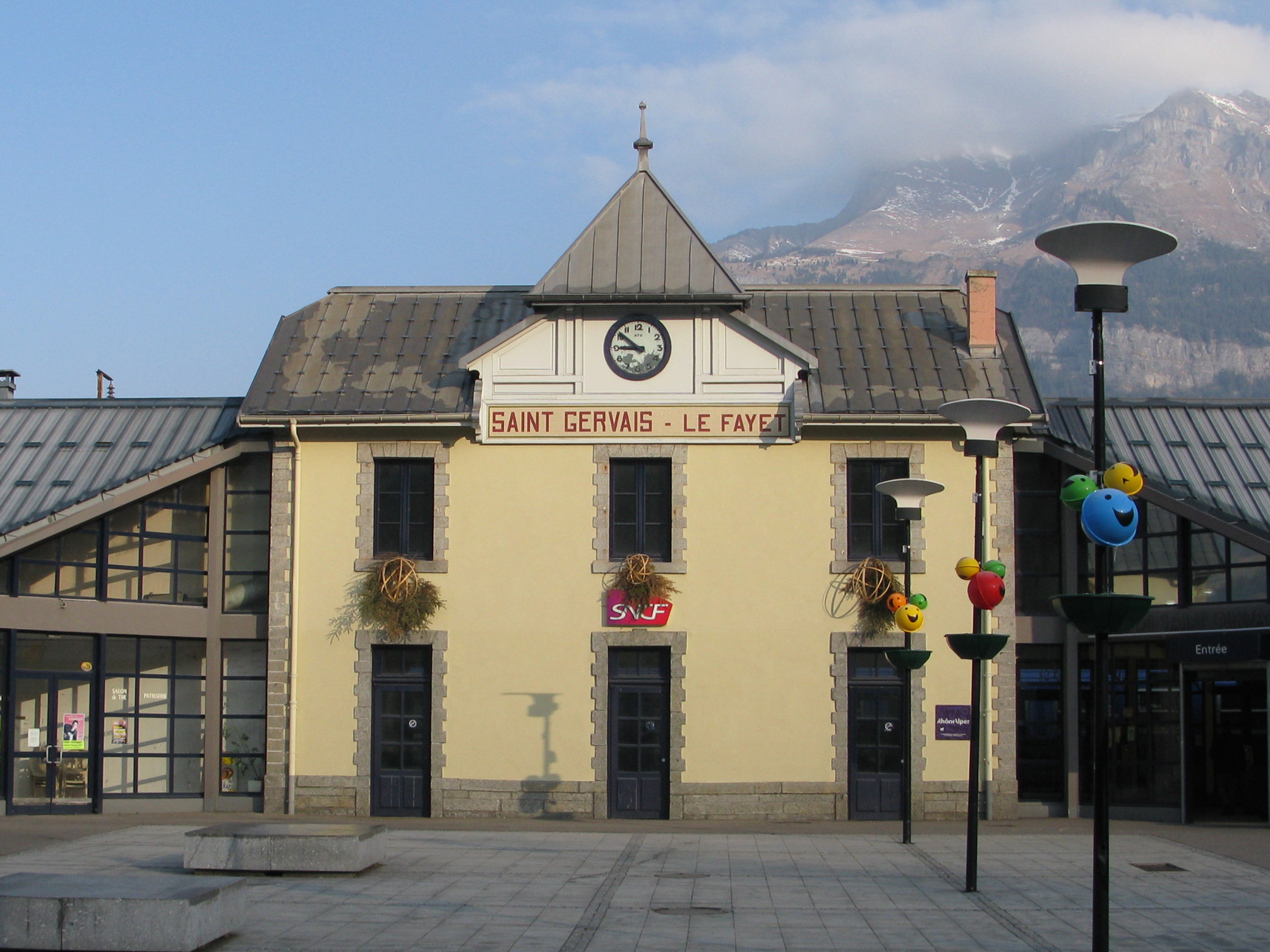
Bahnhofsgebäude:Bahnhof Saint-Gervais-les-Bains-Le Fayet.
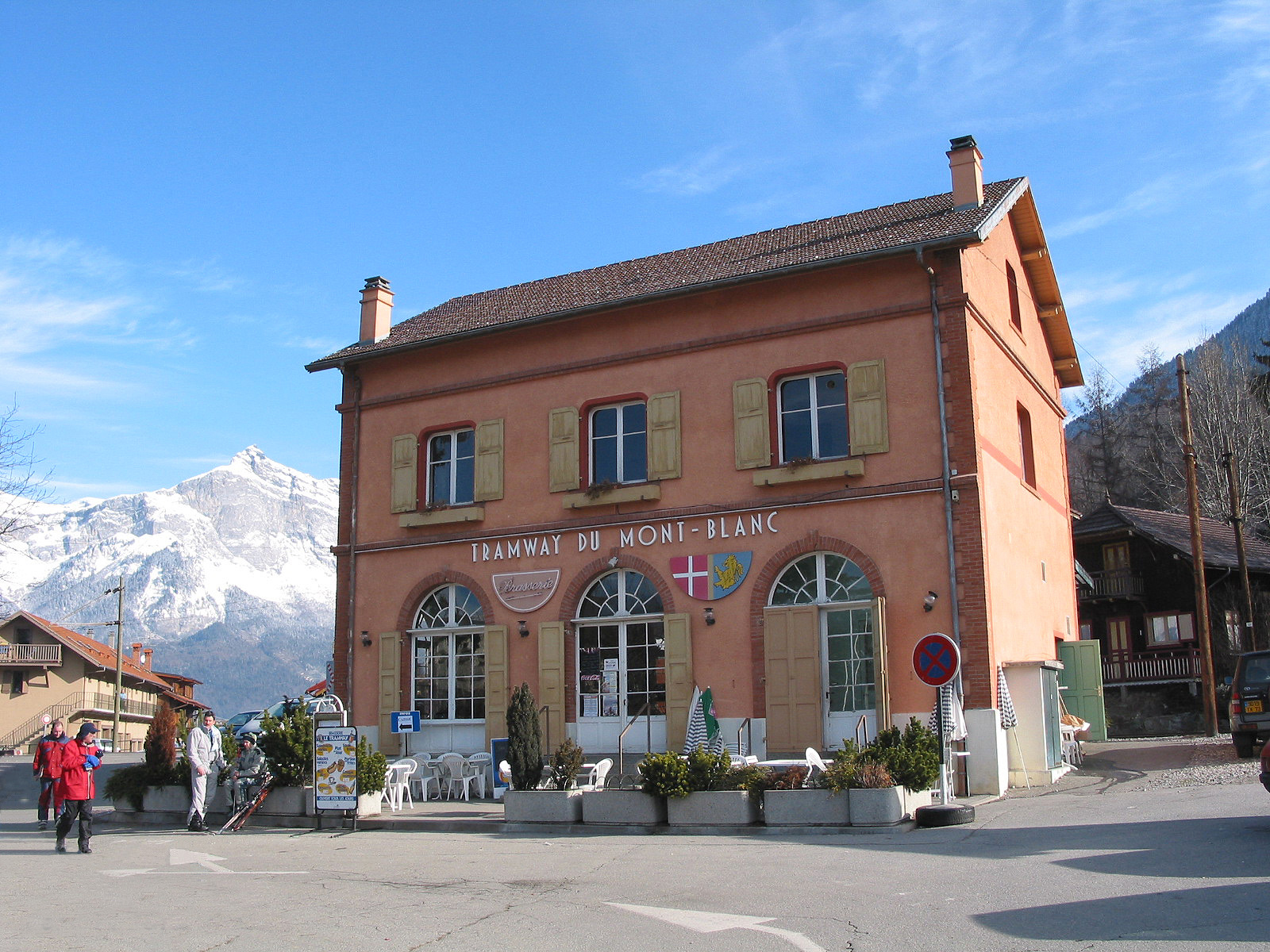
Bahnhofsgebäude: Tramway du Mont-Blanc.
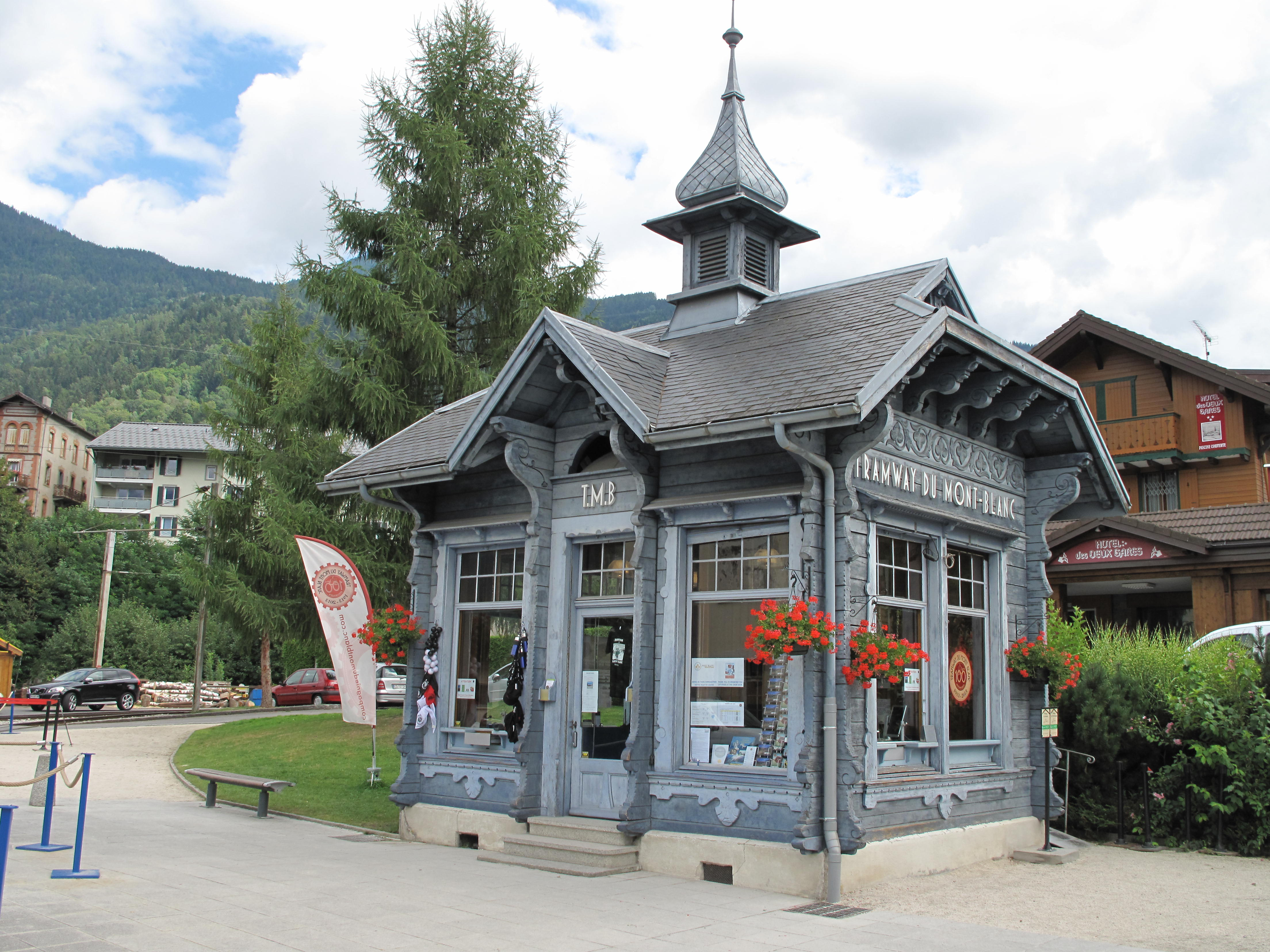
Zugticketverkaufsstelle für Tramway du Mont-Blanc.